# Erin Clodgo
Erin Clodgo (ur. 23 sierpnia 1990) – amerykańska zapaśniczka. Zajęła siódme miejsce na mistrzostwach świata w 2018. Trzecia na igrzyskach panamerykańskich w 2015. Srebrna medalistka mistrzostw panamerykańskich w 2011. Czwarta w Pucharze Świata w 2015 roku. Zawodniczka Northern Michigan University.